# جبل كليمنجارو
جبل كليمَنجارو وأسماها العرب جبال القمر (بالسواحيلية: kilima، جبل njaro، شيطان البرد) هو الجبل الأكثر ارتفاعا في إفريقيا. يقع الجبل في شمال شرق تنزانيا، بالقرب من الحدود الكينية، ويتألف من ثلاثة مخاريط بركانية هي كيبو (أعلى القمم) وماوينسي وشيرا.
تبلغ أعلى قمة للجبل 5,895 مترا عن سطح البحر. وهو أعلى قمة جبل بركانية في القارة الإفريقية وثاني أعلى قمة من القمم البركانية السبع في العالم، وهو أعلى جبل مستقل في العالم (ليس جزءا من سلسلة جبال) ويعتبر الجبل أقرب نقطة تغطيها الثلوج قريبة من خط الاستواء. يعتبر جبل كليمنجارو أحد المواقع السياحية الهامة في تنزانيا. يضم الجبل عدة محميات وحدائق وطنية أهما منتزه كليمنجارو الوطني المسجلة ضمن قائمة اليونسكو لمواقع التراث العالمي.

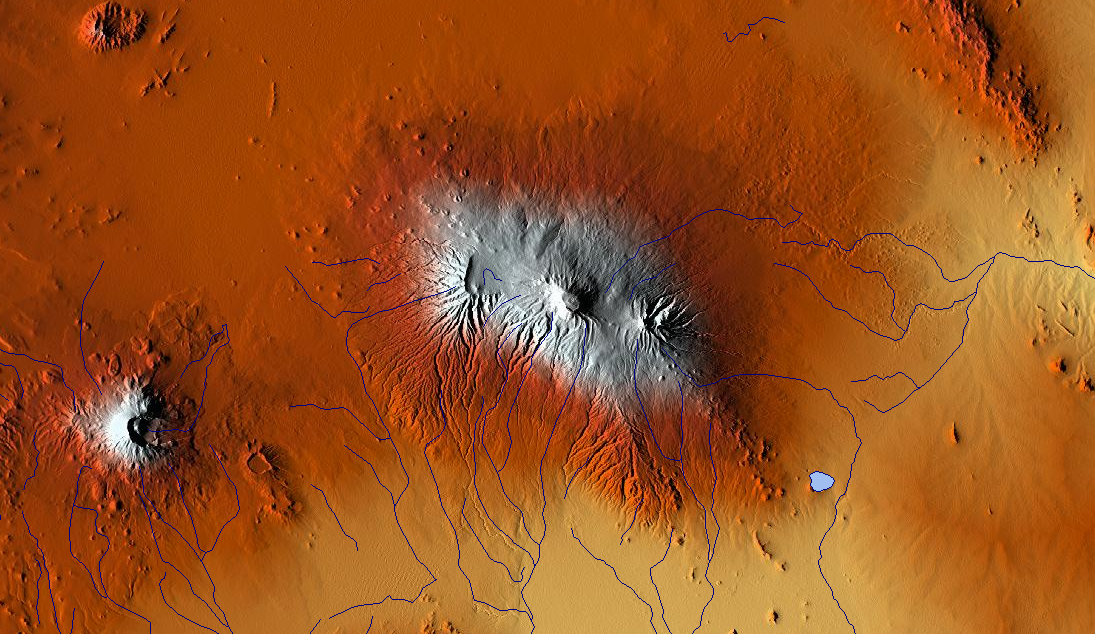
كليمنجارو

## الجيولوجيا
يرتفع جبل كليمنجارو حوالي 4,877 متر (16,001 قدم) من القاعدة الجنوبية في السهول بالقرب من بلدة موشي وإلى ارتفاع 5,895 متر ( 19,341 قدم) في قمّته. كليمنجارو هو أعلى بركان خارج أمريكا الجنوبية.
يمتد طول الجبل ما بين الشرق والغرب إلى 80 كم.
كليمنجارو هو بركان طبقي كبير ويتكوّن من ثلاثة مخاريط بركانية: كيبو، وهو الأعلى؛ وماوِنسي على ارتفاع 5149 متر (16893 قدم)؛ وشيرا، الأقل ارتفاعًا على ارتفاع 4005 متر (13140 قدم). ماونسي وشيرا هما هامدان، أما كيبو هو ساكنًا وقد يثور مرة أخرى.
هناك 5 مناطق في جبل كليمنجارو مقسمة حسب الارتفاع، وهي:
- المنطقة الأولى، من 800 إلى 1800 متر، وهي منطقة زراعية، وتستقبل أكبر كمية من الأمطار مقارنة بالمناطق الأخرى.
- المنطقة الثانية، من 1800 إلى 2800 متر، وهي عبارة عن غابة فيها نباتات وحيوانات متنوعة.
- المنطقة الثالثة، من 2800 إلى 4000 متر.
- المنطقة الرابعة، من 4000 إلى 5000 متر.
- المنطقة الخامسة (القمة)، من 5000 إلى 5895 متر.[15]

## الغطاء النباتي

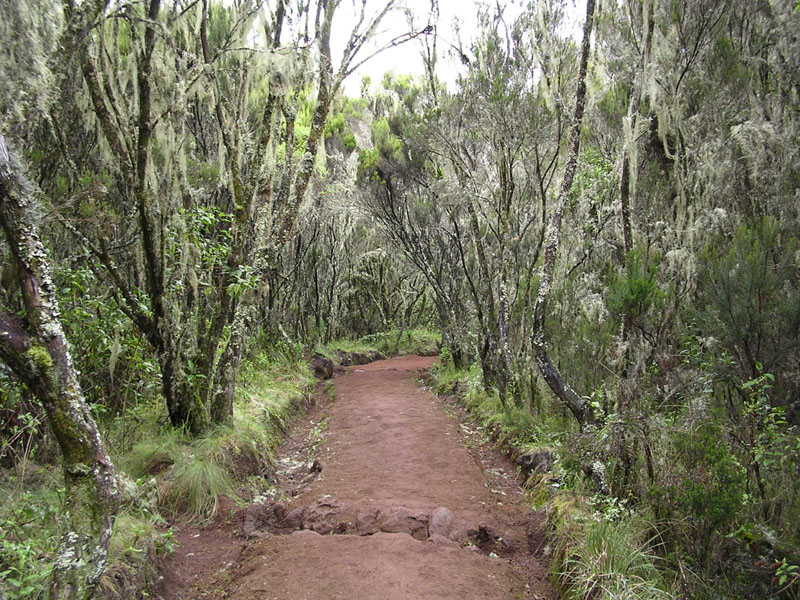
غابة سحابية على المنحدر الجنوبي الشرقي في جبل كليمنجارو.

تغطي الغابات الطبيعية حوالي 1000 كيلومتر مربع في جبل كليمنجارو. في سفح الجبل، تُزرَع الذرة والفاصوليا ودوار الشمس، وعلى الجانب الغربي يُزرَع القمح. توجد أيضًا بقايا نباتات السافانا السابقة مع نباتات الأكاسيا وعسمة وتيرمينيليا والنشم. بين ارتفاع 1000 و1800 متر تظهر القهوة أيضًا كجزء من الحراجة الزراعية. يَقتصر الغطاء النباتي الأصلي في نطاق الارتفاع هذا (نبات سترومبوزيا وأشجار نيوتونيا وانتاندروفراغما) على الخوانق والوديان التي يتعذر الوصول إليها، ويختلف تمامًا عن الغطاء النباتي على ارتفاعات أعلى. في المنحدر الجنوبي، تحتوي الغابات الجبلية على أوكوتة أوسمبارية وكذلك السرخس والنباتات الهوائية، وتنمو في الغابات الضبابية أشجار (Podocarpus latifolius) و(Hagenia abyssinica) ونبات (Erica excelsa) بالإضافة إلى الطحالب المعتمدة على الضباب. على المنحدرات الشمالية الأكثر جفافا، هناك غابات من الزيتون وكروتون كالودندروم وكاسيبوريا والعرعر. بين ارتفاع 3100 و3900 متر تقع شجيرات خلنج والأراضي الصحراوية، يليها نبات ذهب الشمس حتى 4500 متر. وقد لوحظت نباتات مُدخلة جديدة، بما في ذلك القبأ الحولي.
تشير التسجلات من فوهة البركان ماوندي على ارتفاع 2780 مترًا إلى أن الغطاء النباتي في كليمنجارو قد تغير بمرور الوقت، حيث تراجع الغطاء النباتي للغابات، وانخفض حزام الغطاء النباتي بمقدار 1500 متر بين 42000 و30000 سنة مضت بسبب ظروف البرودة والجفاف.

## تسلق الجبل

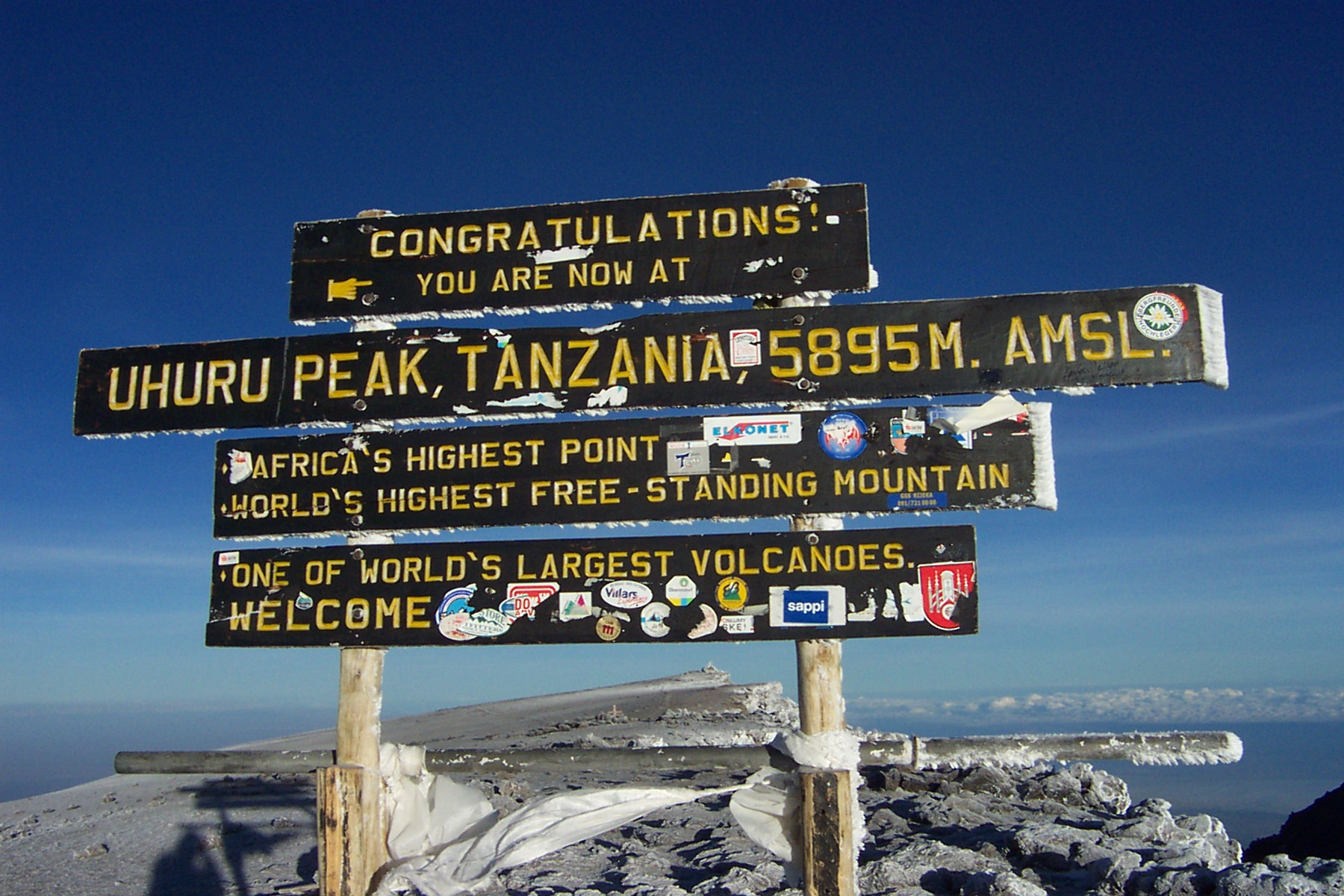
لافتة عند قمة أوهورو، جبل كليمنجارو، تنزانيا، أفريقيا

أول من وصل إلى قمة جبل كليمنجارو الألماني هانز ماير والنمساوي لودفيج بورتشيلر.
ما يقارب 25 ألف شخص يحاولون الصعود إلى قمة الجبل سنوياً، ينجح منهم الثُّلُثَين تقريباً، بينما يفشل البقية. لا يحتاج صعود جبل كليمنجارو إلى معدات تسلق أو خبرة، لكن يبقى ذلك خطيرا بسبب خطر الإصابة بداء المرتفعات، وهو السبب الرئيسي لعدم وصول متسلقين لقمة الجبل، والذي قد يكون مميتا في حال لم يُعالَج فورا. يستغرق معظم الناس من 6 إلى 8 ليالٍ لتسلق الجبل، وذلك حسب الطريق المَسلوك.

## المناخ
يتأثر مناخ كليمنجارو بارتفاع الجبل، مما يسمح بالتأثير المُتزامن للرياح التجارية الاستوائية والغربيات، وبواسطة موقع الجبل المعزول. يتميز جبل كليمنجارو برياح منحدرة نهارية وليلية، وهو نظام أقوى على الجانب الجنوبي من الجانب الشمالي للجبل. الجوانب الجنوبية المسطحة للجبل ممتدة بشكل أكبر وتؤثر على الهواء بقوة أكبر.
يوجد في كليمنجارو موسمان ممطران متميزان، أحدهما من مارس إلى مايو والآخر في نوفمبر تقريبًا. تتلقى المنحدرات الشمالية كمية أقل من الأمطار مقارنة بالمنحدرات الجنوبية. يتلقى المنحدر الجنوبي السفلي 800 إلى 900 ملم (31 إلى 35 بوصة) سنويًا، حيث يرتفع إلى 1500 إلى 2000 ملم (59 إلى 79 بوصة) على ارتفاع 1500 متر (4900 قدم) ويبلغ ذروته (جزئيًا) 3000 ملم (120 بوصة) في حزام الغابة على ارتفاع 2000 إلى 2300 متر. في منطقة (alpine)، ينخفض هطول الأمطار السنوي إلى 200 ملم (7.9 بوصة).
يبلغ متوسط درجة الحرارة في منطقة القمة حوالي 7 درجة مئوية (19 درجة فهرنهايت). تنخفض درجات الحرارة السطحية ليلاً في حقل الجليد الشمالي (Northern Ice Field) في المتوسط إلى -9 درجة مئوية (16 درجة فهرنهايت) بمتوسط ارتفاع خلال النهار يبلغ −4 درجة مئوية (25 درجة فهرنهايت). خلال ليالي التبريد الإشعاعي الشديد، يمكن أن يبرد حقل الجليد الشمالي إلى ما يصل إلى -15 إلى -27 درجة مئوية (5 إلى -17 درجة فهرنهايت).
يمكن أن يحدث تساقط للثلوج في أي وقت من السنة، ولكنه يرتبط غالبًا بالموسمين المَطيرين في شمال تنزانيا. يحدث هطول للثلوج والبَرَد بشكل أساسي في منطقة القمة بمقدار 250-500 ملم (9.8-19.7 بوصة) سنويًا وتختفي في غُضون أيام أو سنوات.

## معلومات حول كليمنجارو

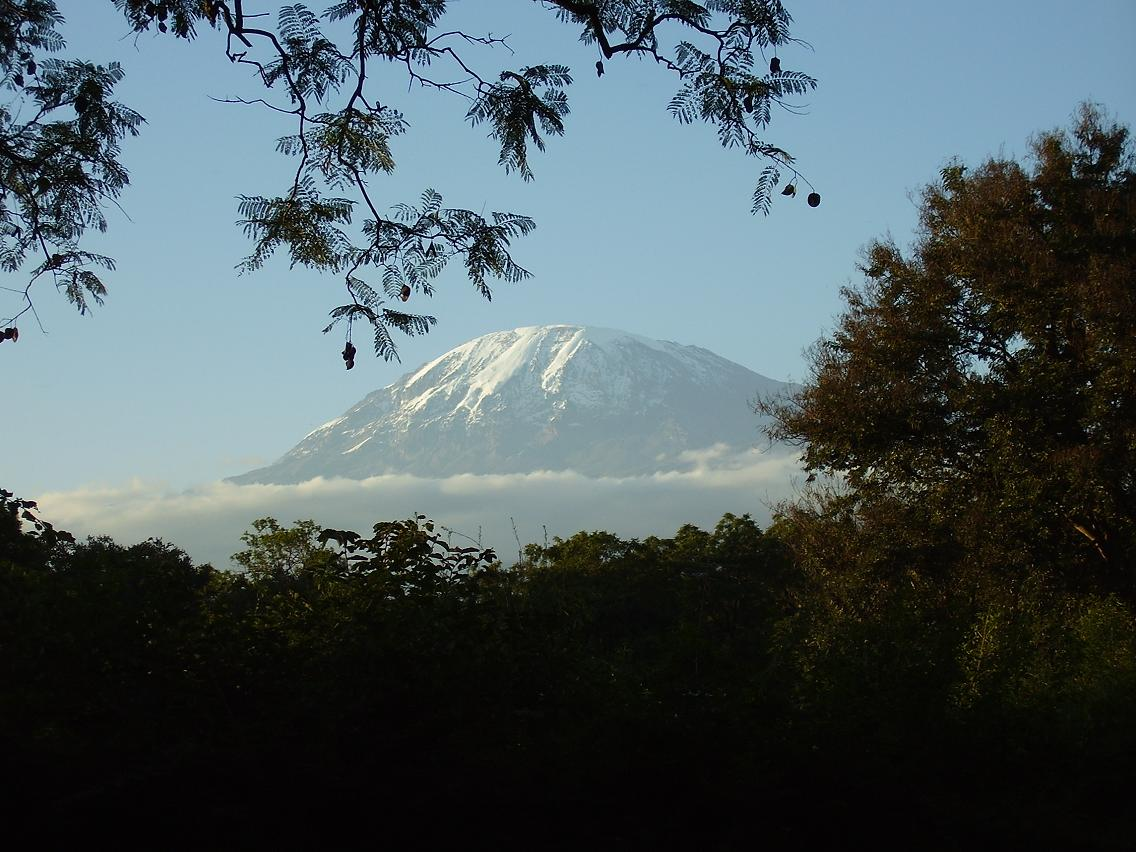
جبل كليمنجارو

- تم تعيين الجبل والغابات التي حوله كمحمية ألعاب في أوائل القرن العشرين
- صُنِّفت حديقة كليمنجارو كموقع للتراث العالمي لليونسكو عام 1987
- تعتبر منطقة كليمنجارو من أبرز منتِجات البُن والشعير والقمح والسكر في تنزانيا[5]
- تعيش العديد من الحيوانات المتنوعة في المنطقة المحيطة بالجبل، منها القرد الأزرق[9]
- يسكن المنطقة شُعوب تشاجا وباري وكاهي ومبوغو[5]
- يعرَف جبل كليمنجارو باسم سقف إفريقيا، فهو يطل على القارة بأكملها[21]
- القمم الجليدية في الجبل تتقلص، حيث تم فقد أكثر من 80% من كتلتها منذ عام 1912، ويُتوقَّع أن تكون خالية تماماً من الجليد خلال العشرين عاماً القادمة.[20]

## معرض صور

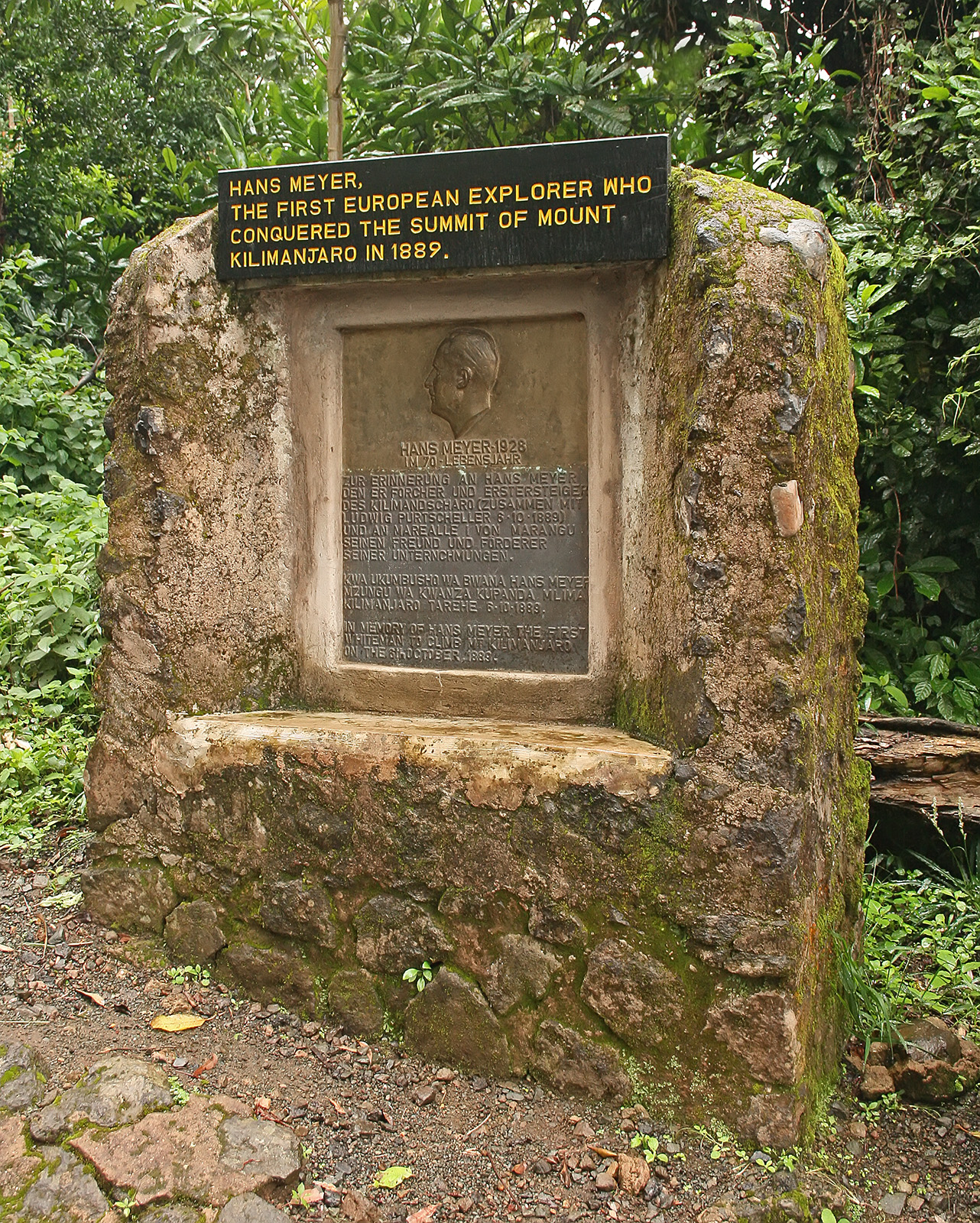
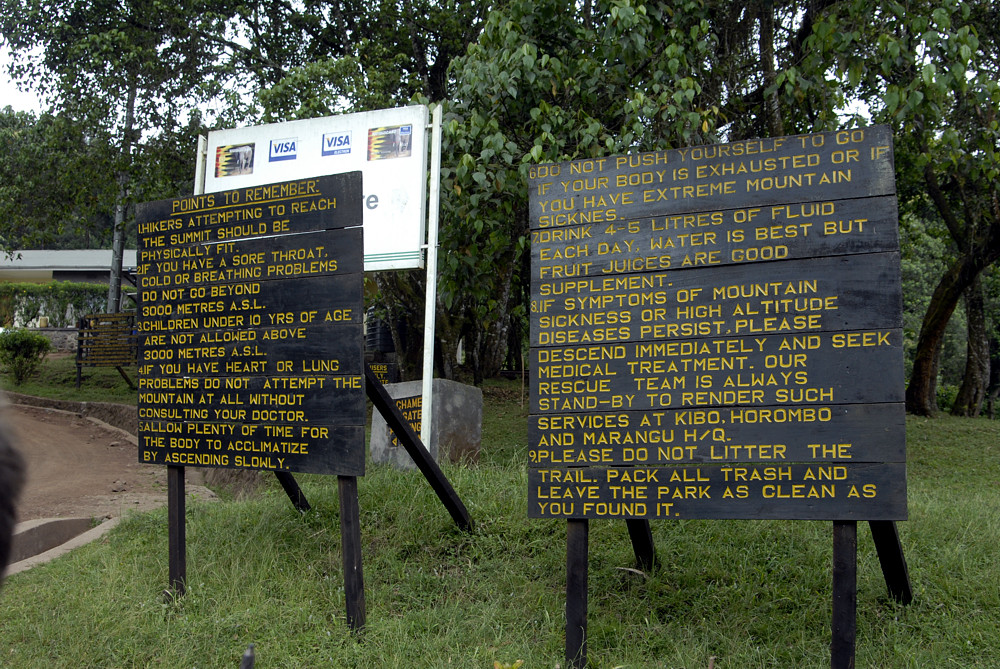
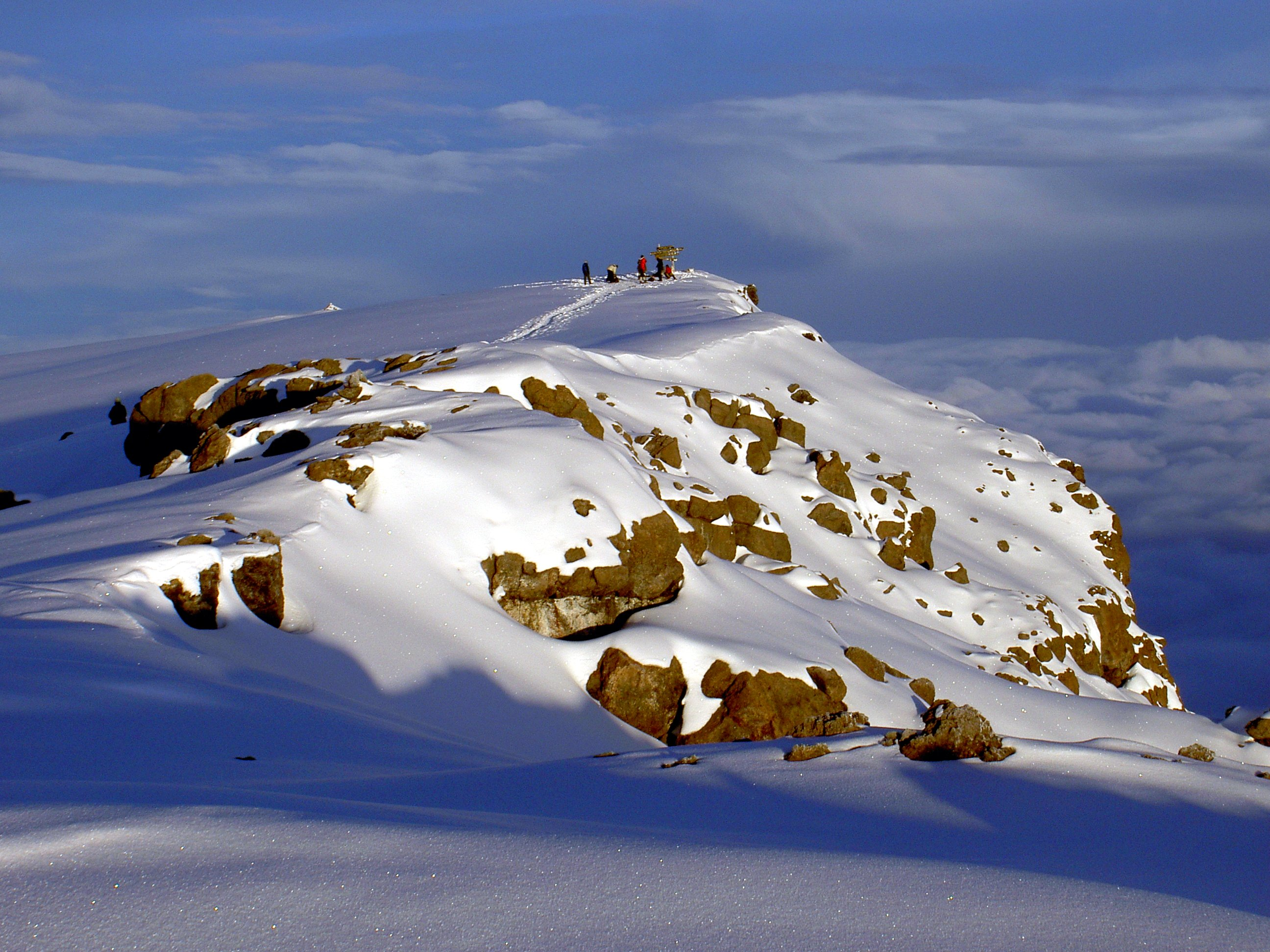